# Comitatul Calhoun, Alabama
Comitatul Calhoun, conform originalului din limba engleză Calhoun County (cod FIPS 01 - 015), este unul din cele 67 de comitate ale statului Alabama, Statele Unite ale Americii.